# فالي إبوبا
فالي إبوبا هو مغني كونغولي ولد في 14 ديسمبر 1977.

## روابط خارجية
فالي إبوبا على موقع IMDb (الإنجليزية)
- فالي إبوبا على موقع ميوزك برينز (الإنجليزية)
- فالي إبوبا على موقع أول ميوزيك (الإنجليزية)
- فالي إبوبا على موقع ديسكوغز (الإنجليزية)